# Lacs Crystal
Pour les articles homonymes, voir Lac Crystal.
Les lacs Crystal (en anglais : Crystal Lakes) sont des lacs dans l'État américain du Colorado. Ils sont situés à une altitude de 2 867 m dans le comté de Lake et sont protégés dans une exclave de la forêt nationale de San Isabel.